# Woluzjan (imię)
Woluzjan – imię męskie pochodzenia łacińskiego, genetycznie przydomek (cognomen) utworzony od nomen gentilicium Volusius – Volucius, którego podstawą jest wyraz pospolity volucer, o znaczeniu „chyży, szybki”. Łacińskie Volusianus (Volucianus) to „syn, wnuk; wyzwoleniec lub adoptowany Volusiusa (Voluciusa)”.
Patronem imienia jest Woluzjan z Tours, biskup z V wieku.
W Polsce w styczniu 2025 r., wśród publicznie dostępnych danych dotyczących osób żyjących w rejestrze PESEL, nie wykazano mężczyzn o tym imieniu.
Woluzjan imieniny obchodzi 18 stycznia.
Mężczyźni noszący to imię:
- Woluzjan, Gaius Vibius Volusianus, cesarz rzymski.